# Mihai Volontir

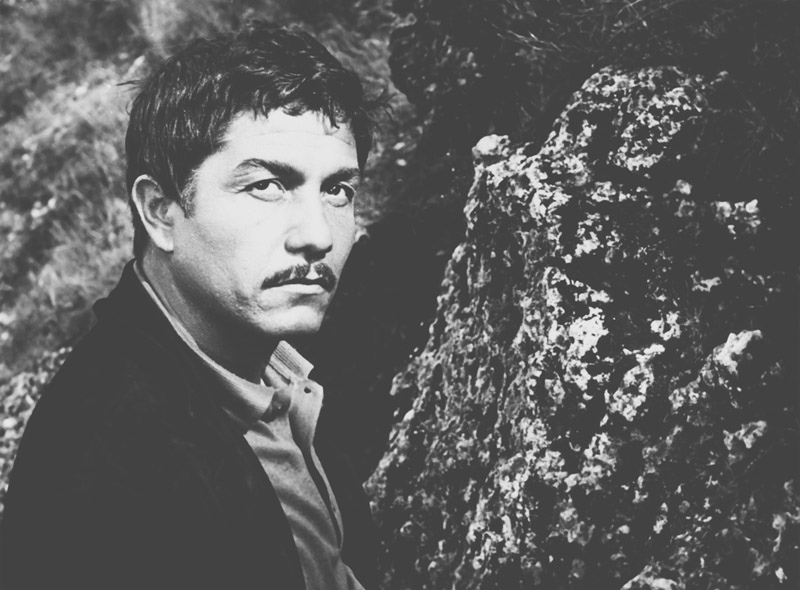
Mihai Volontir en 1971.

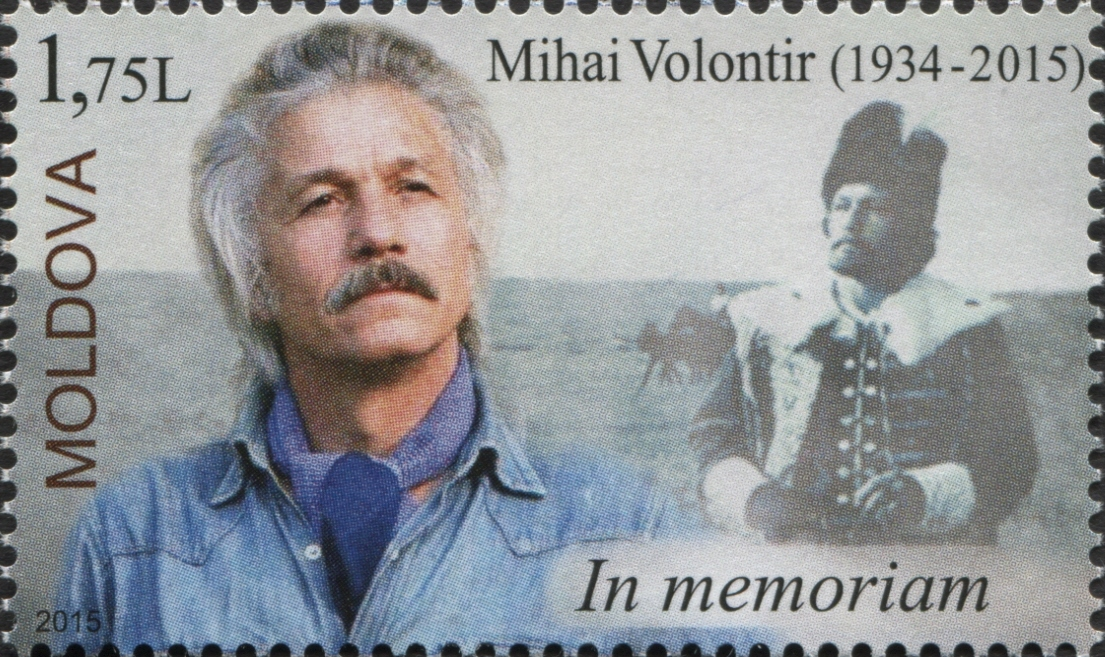
Timbre postal à l'effigie de Mihai Volontir, 2015.

Mihai Volontir ou Mikhaïl Volontir (russe : Михай Волонтир), né le 9 mars 1934 à Glinjeni (Royaume de Roumanie, aujourd'hui en Moldavie) et mort le 15 septembre 2015 à Chișinău, est un acteur soviétique, puis moldave.

## Biographie
Après avoir étudié à l'école Pédagogique d'Orhei de 1952 à 1955, il est nommé directeur du centre culturel de Lipceni dans le Raion de Rezina. En 1957, il est engagé comme comédien au théâtre national Vasile Alecsandri de Bălţi,. Sa première apparition sur scène a lieu dans la pièce Chirița în Iași de Vasile Alecsandri. Il est l'un des principaux comédiens du théâtre jusqu'à sa mort, en interprétant en tout 120 rôles. Il s'y illustre aussi comme metteur en scène, en adaptant entre autres une comédie musicale Le Songe d'une nuit de mai de Bogdan Petriceicu Hasdeu en 2009.
Parallèlement à ses apparitions au théâtre, Mihai Volontir joue dans de nombreux films. Sa carrière au cinéma commence en 1967, sous la direction de Gheorghe Vodă, dans l'adaptation du conte d'Ion Creangă Ivan Turbincă sous le titre Se caută un paznic. En 1977, il est à l'affiche du film soviétique devenu culte Zone de vigilance particulière (В зоне особого внимания) d'Andrei Maliukov, où il incarne un officier commando parachutiste de l'air. En 1979, dans la série télévisée Tzigane, adapté du roman d'Anatoli Kalinine, aux côtés de Klara Loutchko, il interprète le rôle du tsigane Boudoulaï, ce qui lui vaut une grande popularité. Le second volet de cette série intitulé Le Retour de Boudoulaï sera réalisé en 1985. Il est nommé artiste du peuple de l'URSS en 1984.
Il est député du XIIe Conseil suprême de la RSS moldave (1990-1993) qui à l'unanimité adopte la déclaration de l'indépendance de la Moldavie le 27 août 1991.
Souffrant de la rétinopathie diabétique les dernières années de sa vie, l'artiste subit plusieurs opérations à la clinique de l'académie militaire de Saint-Pétersbourg. Il meurt le 15 septembre 2015 à Chișinău où il sera enterré au cimetière central. La même année, un timbre postal en son effigie a été émis en Moldavie.

## Filmographie
- 1967 : Cherche un portier (Se caută un paznic) de Gheorghe Vodă (en) : Ivan Turbincă
- 1968 : Ce n'est qu'un instant (Această clipă) d'Emil Loteanu : Mihai Adam
- 1969 : Dix hivers pour un été (Zece ierni pentru o vară) de Valeriu Gagiu (en) : Ilie
- 1969 : Seul face à l'amour (Singur in fata dragostei) de Gheorghe Vodă (en) : Obadă
- 1970 : Escarpement (Povârnișul) de Iacob Burghiu (ro) : Andreï Spiria
- 1972 : Le Quatrième (Четвёртый) d'Aleksandr Stolper : Bonar
- 1972 : Opération liberté (Tas saldus žodis – laisvė) de Vytautas Žalakevičius : Carlos Caro
- 1973 : Les Ponts (ru) (Podurile) de Vasile Pascaru d'après le roman Podurile d'Ion Constantin Ciobanu (en) (1966) : Petrache
- 1973 : Dimitrie Cantemir de Vlad Ioviță : Dimitrie Cantemir
- 1974 : Bărbații încărunțesc de tineri de Vasile Pascaru : Andrei Răzlog
- 1976 : Nu crede țipătului păsării de noapte de Iacob Burghiu (ro) : Ion Musteață
- 1976 : Tütək səsi de Rasim Ojagov : Djebril
- 1977 : Le Dit de Fat-Frumos (Povestea lui Făt-Frumos) de Vlad Ioviță : auceps
- 1977 : Zone de vigilance particulière (В зоне особого внимания) d'Andrei Maliukov : Aleksandr Volentir
- 1978 : Rădăcinile vieții de Nikolai Gibu : Batir
- 1979 : Tzigane (Цыган, Țsygan) d'Aleksandr Blank (ru) : Boudoulaï
- 1979 : Les Centaures (Kentaurai) de Vytautas Žalakevičius : Evaristo
- 1979 : Emisarul serviciului secret d'Ion Scutelnic : Ignat
- 1983 : Sois heureuse Julia (Будь счастлива, Юлия!) de Iacob Burghiu : Radu
- 1984 : Le Retour de Boudoulaï (Возвращение Будулая) d'Aleksandr Blank : Boudoulaï
- 1992 : Sunt vinovat de Nikolai Gibu : Sania
- 2003 : Ciandra de Rafael Agadjanean : projectionniste